# Boule d'Or (equip ciclista)

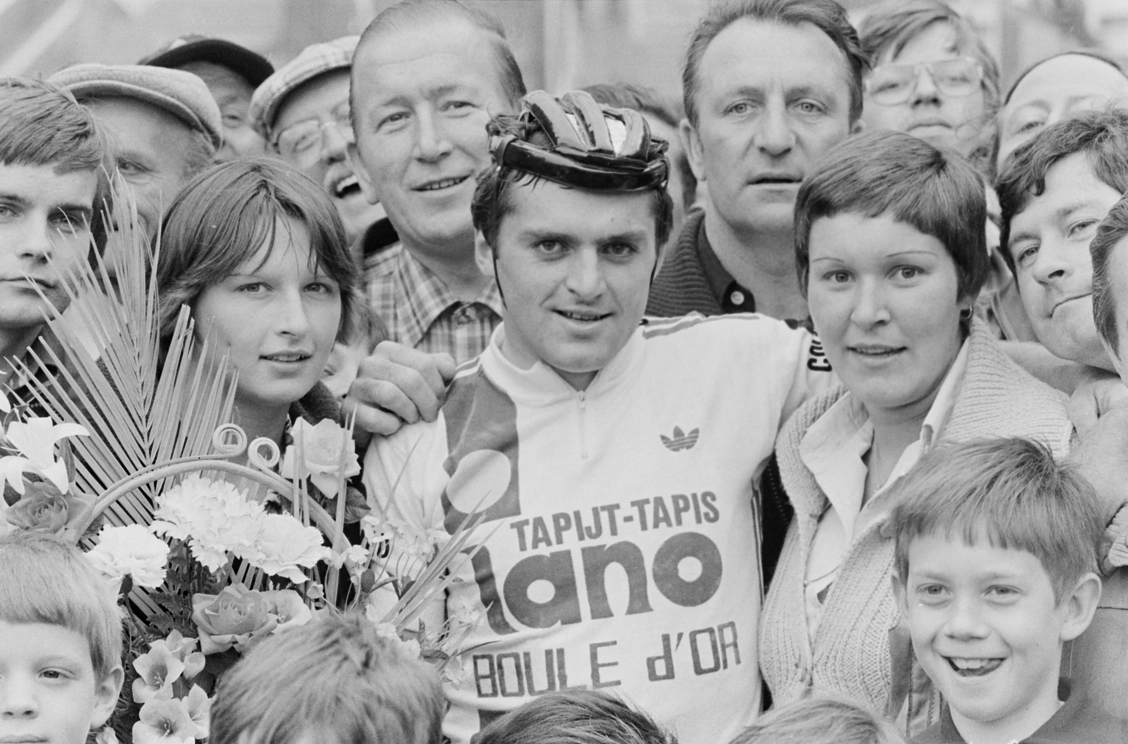
Imatge d'Eddy Vanhaerens amb el mallot del Boule d'Or.

L'equip Boule d'Or va ser un equip ciclista belga que competí professionalment entre el 1979 i el 1983.
No s'ha de confondre amb l'equip Mini Flat-Boule d'Or-Colnago, ni amb l'Europ Decor-Boule d'Or.

## Principals resultats
- Volta a Llombardia: Alfons de Wolf (1980)
- Campionat de Flandes: Patrick Versluys (1981), Gery Verlinden (1982)
- Gran Premi de Fourmies: Rudy Matthijs (1982)
- Volta a Andalusia: Marc Sergeant (1982)
- Volta a Limburg: Werner Devos (1982), Rudy Matthijs (1983)

### A les grans voltes
- Volta a Espanya
  - 2 participacions (1979, 1983)
  - 9 victòries d'etapa:
    - 9 al 1979: Alfons de Wolf (5), Roger De Cnijf, Frans Van Vlierberghe, Adri van Houwelingen, Cees Bal

  - 1 classificacions secundàries:
    - Classificació per punts: Fons De Wolf (1979)

- Tour de França
  - 3 participacions (1981, 1982, 1983)
  - 7 victòries d'etapa:
    - 4 al 1981: Freddy Maertens (4)
    - 2 al 1982: Daniel Willems (2)
    - 1 al 1983: Rudy Matthijs

  - 0 victòries final:
  - 2 classificacions secundàries:
    - Classificació per punts: Freddy Maertens (1981)
    - Classificació dels esprints intermedis: Freddy Maertens (1981)

- Giro d'Itàlia
  - 1 participació (1980)
  - 0 victòries d'etapa: